# おっさんホイホイ
おっさんホイホイは、社会に存在するコンテンツの種類を表す言葉。おっさんホイホイとされるようなコンテンツというのは、中年や高年の男性が喜んで食いつくようなもので、このような世代の好みのもの。

## 概要
インターネットでは必ず盛り上がるような話題のことを、盛り上げる人々の属性をつけて○○ホイホイと呼んでいる。この○○ホイホイの中でも特に注目度が高いのが、30代から50代の男性が飛びつくようなオッサンホイホイである。
例えばねとらぼでファミコンソフトであるキャプテン翼に関する記事が掲載されて、ここでこのソフトのメーカーであるテクもがいかに偉大であるかが説明された際には、この記事がすぐに5ちゃんねるで紹介されて、当時の思い出が次々と語られるようになったという風にである。
おっさんホイホイとなるような話題として特に多いのは、1980年代から1990年代にかけて週刊少年ジャンプに掲載されていた漫画作品、ファミコンやスーパーファミコンやドラゴンクエスト関連、1980年代に放送されていたテレビ番組。
2019年の東洋経済の記事によると、現代のエンターテイメントのコンテンツはおっさんホイホイが手堅い。団塊ジュニア世代は人口が多く、その世代を意識したリメイクやアナザーストーリーがヒットしている。例えばボヘミアン・ラプソディもその世代の心に刺さる作品で多額の興行収入となる。
2022年の東洋経済の記事ではシン・ウルトラマンがおっさんホイホイとして評される。この作品は、1966年から1967年にかけて放送されたテレビ版原作への忠実性があるからであるとしている。シン・ゴジラにもおっさんホイホイとしての性質があるとしている。
清純な雰囲気の女子のこともおっさんホイホイと言うことがある。女子を用いることで悪質な行為も行われている。例えばFacebookでいきなり若い女子から友達申請が来る場合などである。この場合にプロフィールに用いられている女子の写真は本人ではなく、別人が悪質な行為をするために女子に成りすましている。